# Денисов, Андрей Иванович (юрист)
Андрей Иванович Денисов (13 октября 1906 — 18 февраля 1984, Москва) — советский юрист, деятель органов юстиции и общественный деятель. Заслуженный деятель науки РСФСР.

## Биография
Учился в Институте красной профессуры и Всесоюзной правовой академии НКЮ СССР. В 1939—1941 годах — заведующий сектором государственного права ВИЮН, в 1946—1955 годах — заместитель руководителя и руководитель кафедры государственного права и советского строительства ВПШ при ЦК КПСС.
Одновременно с 1942 и до конца своих дней — заведующий кафедрой теории государства и права юридического факультета МГУ.
В 1943—1945 годах — начальник Управления учебных заведений Наркомата юстиции СССР, в 1948—1956 годах — председатель правления Всесоюзного общества культурной связи с заграницей, в 1956—1964 годах — председатель Юридической комиссии при Совете Министров СССР.
Весомый вклад А. И. Денисов внес в подготовку кадров высшей школы.
Под его научным руководством подготовили и защитили диссертации десятки аспирантов, многие из них затем стали докторами наук и известными учеными (Завьялов Ю. С., А. И. Лукьянов, В. Е. Гулиев, В. Д. Попков,М. Н. Марченко, С. А. Комаров, А. Г. Хабибулин, А. А. Кененов и др.).
А. И. Денисов активно участвовал в разработке проекта Конституции 1977 г., а также в подготовке проектов Основ гражданского и уголовного законодательства Союза ССР и союзных республик, проектов ряда других законодательных актов.

## Награды
- Орден Трудового Красного Знамени.
- Орден «Знак Почёта»